# Formosa (Goiás)
| \| Formosa \|                   |
| Lage der Stadt Formosa in Goiás |
| Formosa                         |

| Formosa |

Formosa ist eine brasilianische politische Gemeinde und Stadt im Bundesstaat Goiás in der Mesoregion Ost-Goiás und in der Mikroregion Entorno de Brasília. Sie liegt östlich der brasilianischen Hauptstadt Brasília und ostnordöstlich von Goiânia, der Hauptstadt des Bundesstaates.
Formosa ist seit 1956 Sitz des brasilianischen Bistums Formosa. Die Kathedrale Nossa Senhora da Imaculada Conceição ist nach der Unbefleckten Empfängnis Marias benannt.
Neben der Stadt Formosa, Verwaltungssitz im Westen des Gemeindegebiets, die unmittelbar an den Bundesdistrikt grenzt, gehören zur Gemeinde die Ortschaften Santa Teresa, Bezerra, São Judas Tadeu, Salto do Itiquira, Crixalândia, Pedra Preta, Boa Esperança, Pé-da-Serra, Santa Rosa, Olaria, Boa Vista und Strass Burger.

## Geographische Lage
Formosa grenzt
- im Norden an die Gemeinden São João d’Aliança und Flores de Goiás
- im Osten an Vila Boa und Buritis (MG)
- im Süden an Cabeceiras und Cabeceira Grande (MG)
- im Westen an den Bundesdistrikt Brasília und Planaltina
- im Nordwesten an Água Fria de Goiás

Östlich von Formosa entspringt der Rio Paranã, der im Bundesstaat Tocantins als rechter Zufluss in den Rio Tocantins mündet. Südlich der Bundesstraße BR-030 entwässert Formosa in das Rio São Francisco-Becken, nördlich davon in das Tocantins / Araguaia Becken.

## Söhne und Töchter
- Dilmo Franco de Campos (1972–2024), römisch-katholischer Geistlicher, Weihbischof in Anápolis

## Einzelnachweise

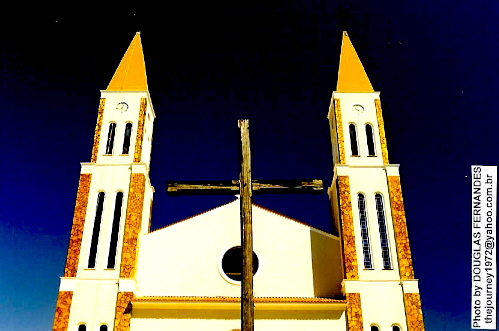
Kathedrale von Formosa